# Vitória Alice Cleaver
 Vitória Alice Cleaver ComMM (Recife, 5 de setembro de 1944) é uma advogada e diplomata brasileira. Foi a primeira mulher a ganhar a medalha de ouro do prêmio Rio Branco, concedida ao primeiro colocado na classificação final do Curso de Preparação à Carreira de Diplomata. Foi embaixadora do Brasil em Hanoi (2011-2014), em Manágua (2005-2008), cônsul-geral do Brasil em Zurique (2008-2012)  e presidente da Associação dos Diplomatas brasileiros. 

## Biografia

### Vida pessoal
Descendente de ingleses, nasceu na cidade do Recife, filha de Elza Peres Cleaver e Francis Westmore Cleaver.

### Formação Acadêmica
Em 1967, formou-se em Direito pela Pontifícia Universidade Católica do Rio de Janeiro.

### Carreira Diplomática
Ingressou na carreira diplomática em 1971, no cargo de Terceira Secretária, após ter concluído o Curso de Preparação à Carreira de Diplomata do Instituto Rio Branco (CPDC). Foi a primeira diplomata brasileira a ganhar a medalha de ouro do prêmio Rio Branco, concedida ao primeiro colocado na classificação final do CPCD.
Foi inicialmente lotada na Divisão das Nações Unidas, onde trabalhou de 1971 a 1974. No ano de 1974, foi removida para a Embaixada do Brasil em Londres, onde trabalhou no setor multilateral econômico.  até 1977. Em seguida, foi removida para a Embaixada do Brasil em Tóquio, tendo permanecido no posto até 1982. Em 1975, havia sido promovida a segunda-secretária e, em 1979, a primeira-secretária.
Ao regressar ao Brasil, em 1982, foi lotada como assistente na Divisão de Cooperação Científica e Tecnológica, tendo exercido as funções de chefe substituta e, posteriormente, chefe.  No ano seguinte, foi promovida a conselheira. De 1987 e 1990, viveu em Assunção, onde exerceu as atribuições de conselheira na Embaixada do Brasil no país.  Defendeu, em 1988, tese no Curso de Altos Estudos do Instituto Rio Branco, intitulada "A França e o Terceiro Mundo. Vinte anos de Cooperação Bilateral para o Desenvolvimento. A Cooperação Técnica e científica com o Brasil", um dos requisitos necessários para a ascensão funcional na carreira diplomática.
De retorno ao Brasil em 1990, passou a chefiar a Divisão da América Meridional I, onde trabalhou por três anos nas negociações do acordo da hidrovia Paraguai Paraná. Promovida a ministra de segunda classe em 1991, mudou-se para Buenos Aires no ano posterior, com vistas a assumir o cargo de ministra-conselheira da Embaixada do Brasil. De 1994 a 1999, foi, igualmente, ministra-conselheira da Embaixada do Brasil em Quito.
Em julho de 1994, foi admitida pelo presidente Itamar Franco à Ordem do Mérito Militar no grau de Comendadora especial.
Voltou a Brasília em 1999, com vistas a assumir a chefia da Assessoria Internacional do Ministério da Educação, órgão em que trabalhou até o ano de 2005, quando foi designada embaixadora do Brasil junto à República da Nicarágua. Em 2001, foi promovida a ministra de Primeira Classe, mais alto cargo na hierarquia da carreira diplomática brasileira.
Em 2008, foi nomeada cônsul-geral do Brasil em Zurique, onde permaneceu até 2011. Seu último posto na carreira diplomática foi a embaixada do Brasil em Hanoi, onde permaneceu na chefia até 2014.
Foi diretora da Associação dos Diplomatas Brasileiros entre os anos de 2015 e 2018. 